# Poibrene Heights
Die Poibrene Heights (englisch; bulgarisch Поибренски възвишения Poibrenski waswischenija) sind ein in nordwest-südöstlicher Ausrichtung 18 km langes, 10 km breites und im Ravnogor Peak bis zu 850 m hohes Gebirge an der Oskar-II.-Küste des Grahamlands auf der Antarktischen Halbinsel. Der Evans-Gletscher schließt sich nach Norden, das Vaughan Inlet nordöstlich, der Whiteside Hill östlich, der Foyn Point südöstlich, der Kunino Point sowie das Exasperation Inlet südlich und der Punchbowl Glacier südwestlich an.
Vom Forbidden Plateau trennt es der Wischna-Pass. 
Die bulgarische Kommission für Antarktische Geographische Namen benannte es 2012 nach der Ortschaft Poibrene im Süden Bulgariens.